# تاكاشي فوجيساوا
تاكاشي فوجيساوا (باليابانية: 藤沢隆؛ بالكانا: ふじさわ　たかし) هو متزلج قفز ياباني، ولد في 7 فبراير 1943 في يواشي في اليابان.

## وصلات خارجية
- تاكاشي فوجيساوا على موقع الاتحاد الدولي للتزلج (القفز التزلجي) (الإنجليزية)
- تاكاشي فوجيساوا على موقع اللجنة الأولمبية الدولية (الإنجليزية)
- تاكاشي فوجيساوا على موقع أوليمبيديا (الإنجليزية)